# Marcos de Jerusalém
Marcos de Jerusalém foi o primeiro bispo de Élia Capitolina, o nome da cidade fundada pelos romanos sob as ruínas de Jerusalém. Ele serviu entre 135 e 156 e foi o primeiro não judeu a ascender à posição. Acredita-se que Aristo de Pela tenha sido seu secretário, embora as evidências apresentadas pelo cronista armênio Moisés de Corene sejam escassas, tardias (século VII) e ambíguas.